# Kathedrale basiliek van Maria-Tenhemelopneming (Białystok)
De kathedrale basiliek van Maria-Tenhemelopneming (Pools: Bazylika archikatedralna Wniebowzięcia Najświętszej Maryi Panny) is een rooms-katholieke kathedraal in de Poolse stad Białystok. De neogotische drieschepige kerk is 90 meter lang en biedt plaats aan 9.500 gelovigen. De beide torens zijn 72,5 meter hoog. Het is de hoofdkerk van het aartsbisdom Białystok en verkreeg in 1985 van paus Johannes Paulus II de status van basiliek.

## Geschiedenis
De voorganger van de huidige kathedraal was een renaissancekerk uit de jaren 1617-1626. Tegen het einde van de 19e eeuw was het aantal parochianen gegroeid tot 12.000 zielen, terwijl de oude kerk slechts plaats bood aan 1.000 gelovigen. In verband met het russificatiebeleid van het gebied door tsaristisch Rusland werd het de katholieken niet toegestaan een nieuwe kerk te bouwen. Wel werd toestemming verkregen om de oude parochiekerk te vergroten. In het jaar 1900 werd naast de oude kerk begonnen met de bouw van een neogotische kerk naar ontwerp van Józef Pius Dziekoński. Op 17 september 1905 werd de kerk ingezegend door de bisschop van Vilnius.
Tijdens de Tweede Wereldoorlog werden de pastorie en het parochiehuis bezet door de beide bezettingsmachten van Polen. In 1944 slaagde men erin bij de geplande vernietiging van Białystok door de terugtrekkende Wehrmacht uit het oostfront de kerken van de stad te sparen. In tegenstelling tot de volledig afgebrande stad leden de kerkgebouwen hierdoor geen grote schade. 
Na de oorlog was Vilnius definitief buiten Polen komen te liggen en moest de aartsbisschop van Vilnius zijn zetel in Vilnius opgeven. Paus Pius XII benoemde hem tot apostolisch administrator met zetel in Białystok. Op 5 juni 1991 richtte paus Johannes Paulus II in het Poolse deel van het oude bisdom Vilnius het bisdom Białystok op. Dezelfde paus verhief op 25 maart 1992 het bisdom tot aartsbisdom en de kerk tot aartsbisschoppelijke kathedraal.
In de jaren 1996-2004 werd de kerk gerestaureerd.

## Afbeeldingen

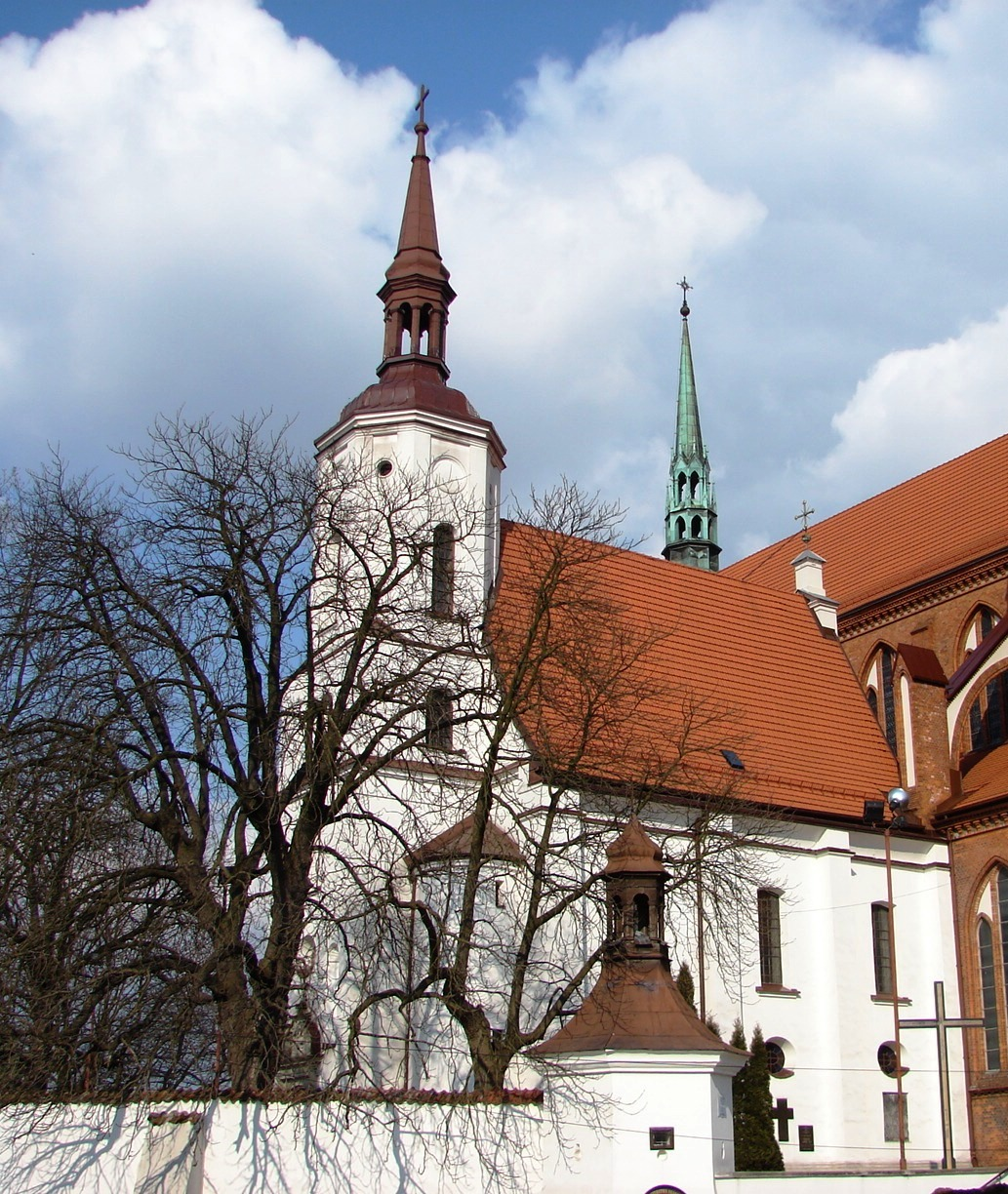
De oude parochiekerk
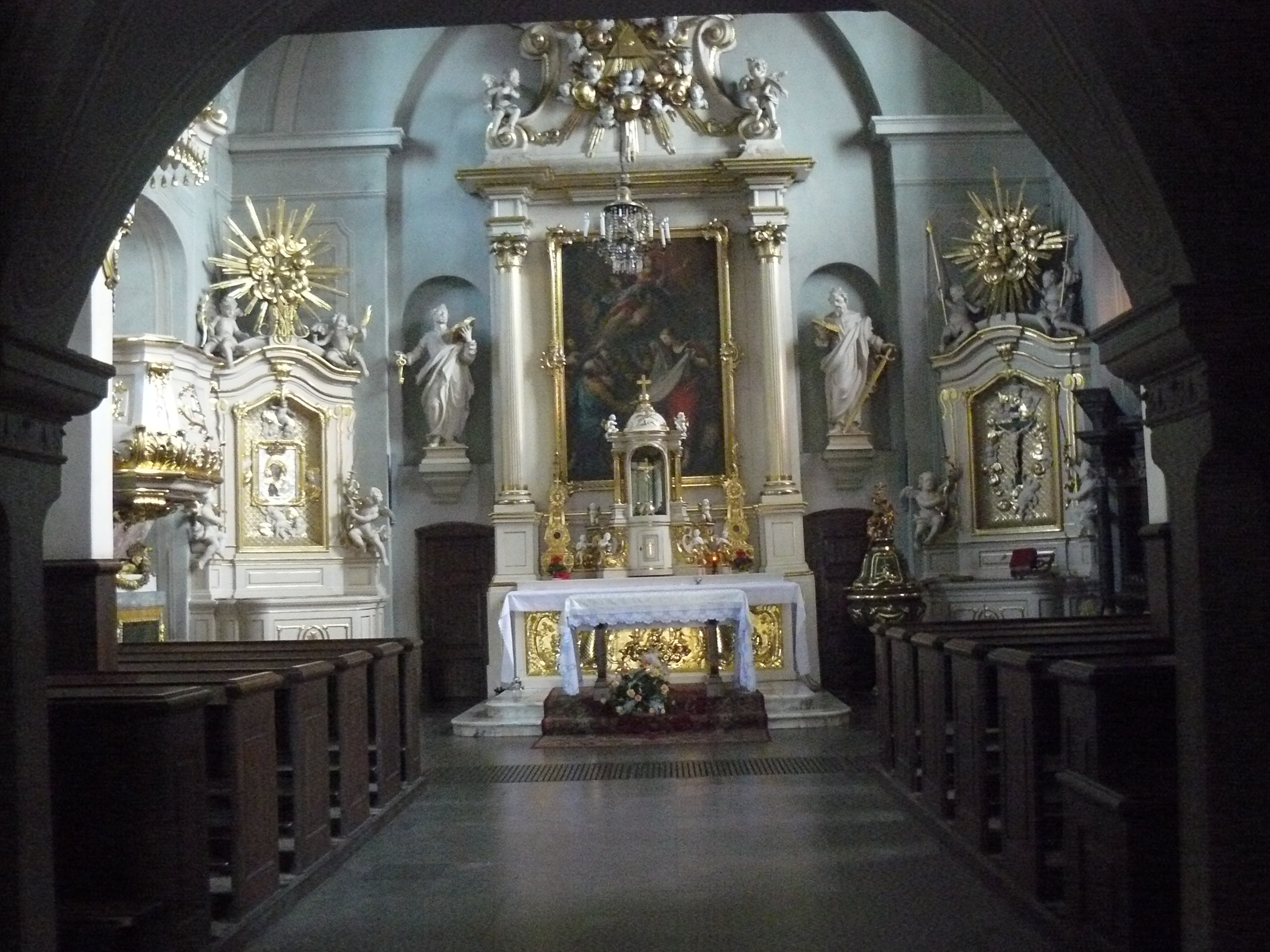
Interieur oude parochiekerk
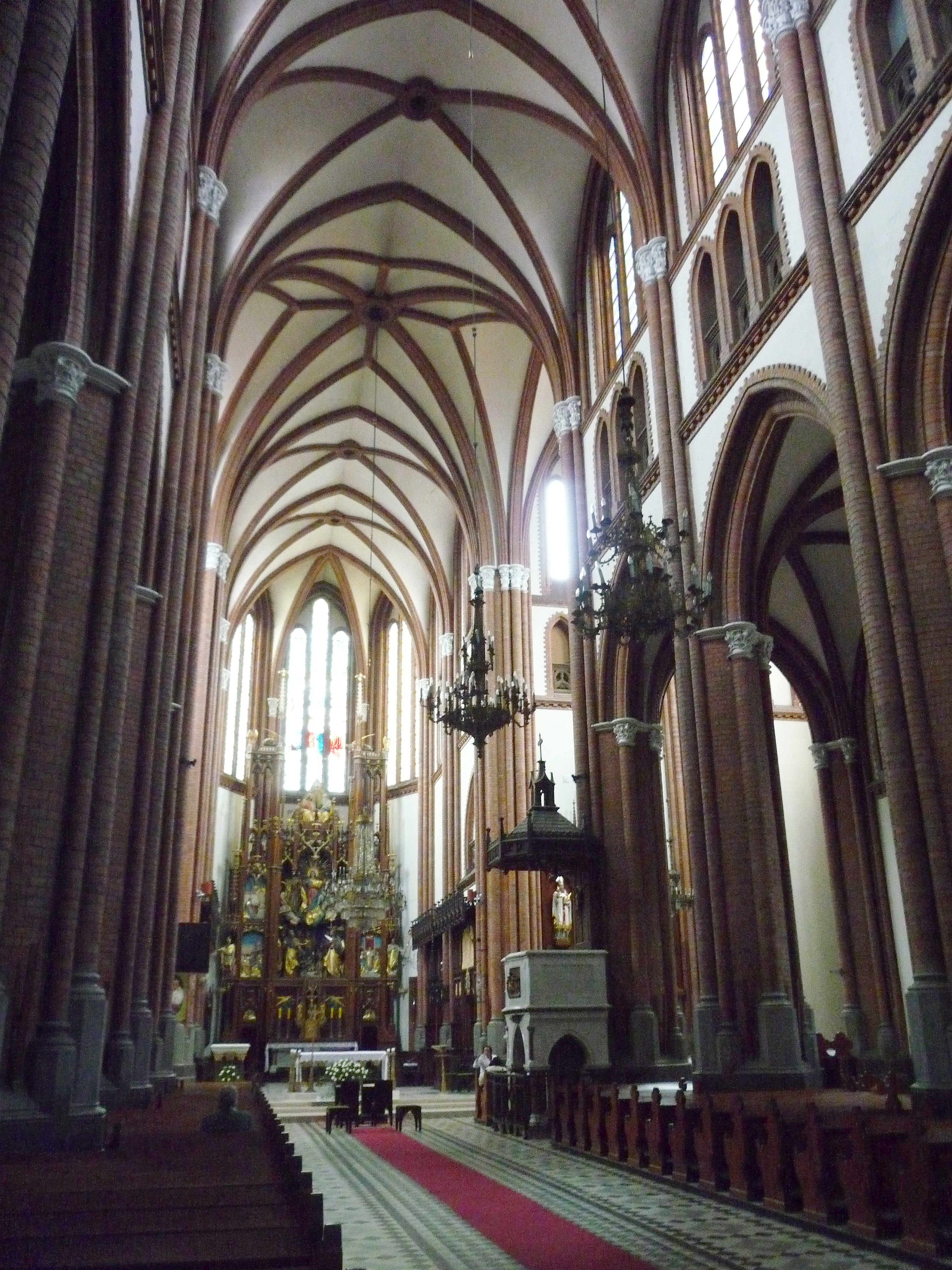
Interieur nieuwe kerk
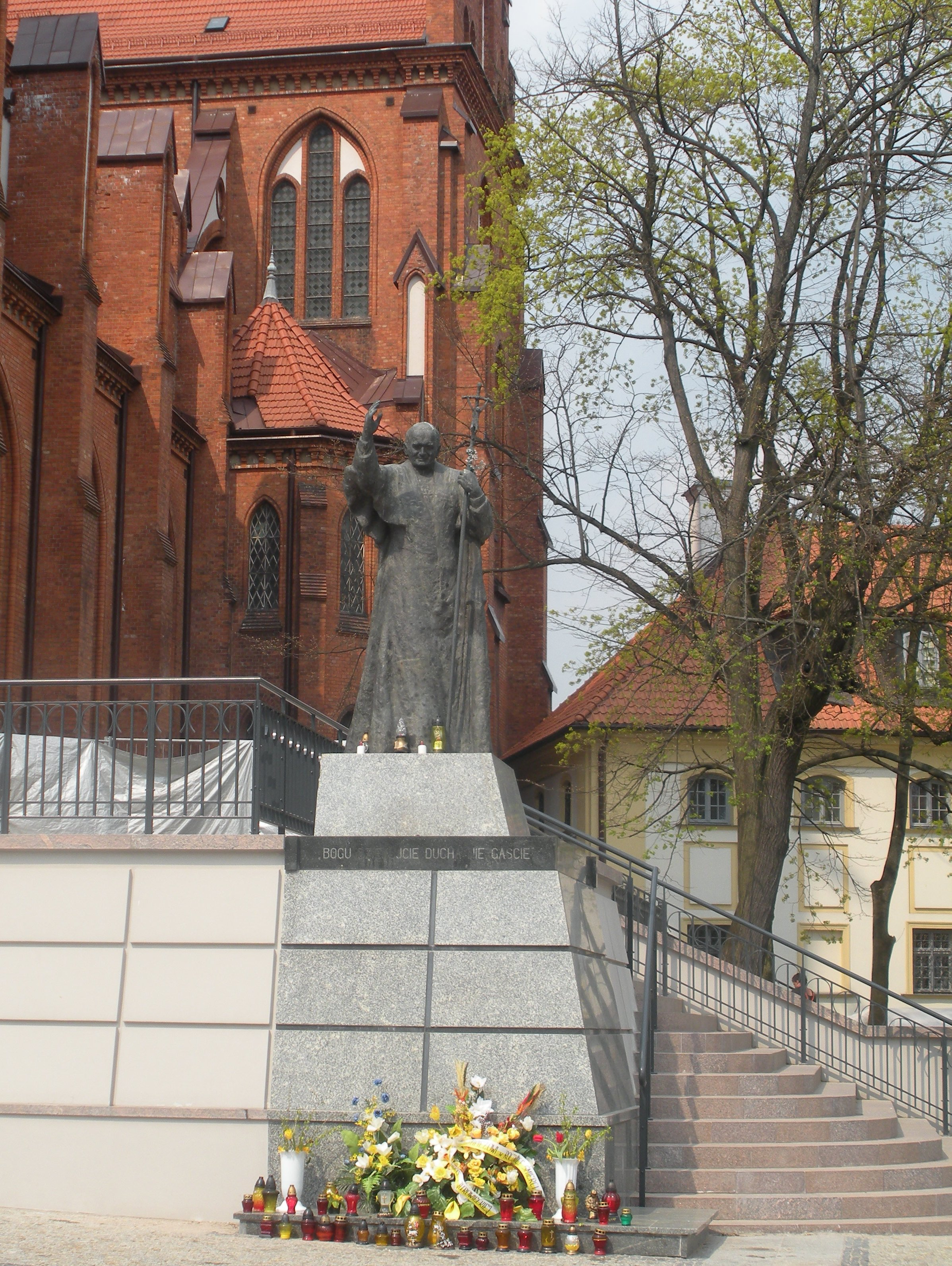
Monument van paus Johannes Paulus II bij de kerk